# Le Chastang
Le Chastang – miejscowość i gmina we Francji, w regionie Nowa Akwitania, w departamencie Corrèze.
Według danych na rok 1990 gminę zamieszkiwało 300 osób, a gęstość zaludnienia wynosiła 38 osób/km² (wśród 747 gmin Limousin Le Chastang plasuje się na 355. miejscu pod względem liczby ludności, natomiast pod względem powierzchni na miejscu 599.).

## Populacja

Populacja Le Chastang w latach 1962–2008